# Буркутти (Каркаралінський район)
Буркутти́ (каз. Бүркітті) — село у складі Каркаралінського району Карагандинської області Казахстану. Адміністративний центр Киргизького сільського округу.
Населення — 1241 особа (2021; 1311 у 2009, 1388 у 1999, 1535 у 1989).
Національний склад станом на 1989 рік:
- казахи — 100 %.